# Dicondylia
Sous-classe
Les Dicondylia sont une sous-classe d'insectes. Ils se caractérisent notamment par la présence de deux articulations (deux condyles, d'où leur nom) sur leur mandibule. A comparer avec la sous-classe Monocondylia renfermant l'ordre des Archaeognatha.

## Liste des ordres
D'après Grimaldi et Engel :
- ordre Pterygota Börner, 1904
- ordre Thysanura (obsolète)

Selon NCBI (15 aout 2021) :
- ordre Pterygota
- ordre Zygentoma